# Philipp Moritz von Schmitz-Grollenburg
Philipp Moritz Freiherr von Schmitz-Grollenburg (* 22. Dezember 1765 in Mainz; † 27. November 1849 in Baden-Baden) war ein württembergischer Diplomat.

## Leben
Geboren als Sohn des kurmainzischen Geheimen Rats und Reichskammergerichtsassessors Friedrich von Schmitz-Grollenburg und der Maria Scholastika Gedult von Jungenfeld wurde Philipp Moritz von Schmitz-Grollenburg zunächst zum geistlichen Stand bestimmt, mit verschiedenen geistlichen Pfründen ausgestattet und als Rat beim kurmainzischen geistlichen Gericht angestellt. Im Zuge der Liquidierung des Erzstifts Mainz ließ er sich 1799 von seinen Gelübden entbinden und trat 1806 in württembergische Dienste. 1807 wurde er Rat bei der Oberlandesregierung, 1808 Oberpolizeidirektor in Stuttgart und Ludwigsburg, dann Kreishauptmann, 1811 Staatsrat, 1812 Landvogt am Bodensee, im gleichen Jahr Direktor des katholischen Kirchenrats und 1817 Vizepräsident des Oberregierungskollegiums.
Nach zunächst kleineren diplomatischen Aufträgen wurde Schmitz-Grollenburg 1819 zum Heiligen Stuhl entsandt, um für Württemberg über die neue Bistumseinteilung und die Stellung von Staat und Kirche zu verhandeln, musste jedoch nach knapp einem Jahr ohne Ergebnis wieder abreisen. 1820 wurde er zum lebenslänglichen Mitglied der ersten Kammer ernannt. Von 1821 bis 1844 war er Gesandter in München, wirkte bei den Spannungen infolge der Aufhebung der Ehe zwischen König Wilhelm I. und Karoline Auguste von Bayern vermittelnd und beförderte die Verhandlungen über den Abschluss eines Zollvertrags mit Bayern. So war er 1828 schließlich maßgeblich am Zustandekommen des Süddeutschen Zollvereins beteiligt und unterstützte auch die Erweiterung zum Deutschen Zollverein 1834.

## Familie
Verheiratet war Philipp Moritz von Schmitz-Grollenburg mit Elisabeth Marie Louise, geb. Freiin von Gaisberg-Schöckingen († 6. Dezember 1813 in Ditzingen), einer Tochter des Carl Friedrich Freiherr von Gaisberg-Schöckingen und seiner Frau Maria Salome, geb. von Müller.